# Andrea Lynch
Andrea Lynch (Andrea Joan Caron Lynch, zeitweilig Saunders; * 24. November 1952 auf Barbados) ist eine ehemalige britische Sprinterin.
Bei den Olympischen Spielen 1972 in München erreichte sie über 100 Meter das Halbfinale und kam mit der britischen Mannschaft in der 4-mal-100-Meter-Staffel auf den siebten Platz.
Bei den British Commonwealth Games 1974 in Christchurch gewann sie für England startend Silber über 100 Meter und in der 4-mal-100-Meter-Staffel. Kurz danach folgte eine weitere Silbermedaille über 60 Meter bei den Halleneuropameisterschaften in Göteborg. Bei den Europameisterschaften in Rom holte sie Bronze über 100 Meter und belegte mit der britischen Stafette den vierten Platz.
1975 siegte sie bei den Halleneuropameisterschaften in Kattowitz über 60 Meter. Bei den Olympischen Spielen 1976 in Montreal wurde sie Siebte über 100 Meter und Achte in der 4-mal-100-Meter-Staffel. 1977 gewann sie bei der Universiade Silber über 100 Meter und Bronze über 200 Meter.
1973, 1975 und 1976 wurde sie AAA-Meisterin über 100 Meter im Freien und über 50 Meter in der Halle.
Ihre Ehe mit dem kanadischen Sprinter Bryan Saunders wurde geschieden.

## Persönliche Bestzeiten
- 50 m (Halle): 6,47 s, 16. Februar 1980, Edmonton
- 60 m (Halle): 7,17 s, 10. März 1974, Göteborg
- 100 m: 11,16 s, 11. Juni 1975, London
- 200 m: 23,15 s, 25. August 1975, London